# NGC 3710
NGC 3710 is een elliptisch sterrenstelsel in het sterrenbeeld Leeuw. Het hemelobject werd op 10 april 1785 ontdekt door de Duits-Britse astronoom William Herschel.

## Synoniemen
- UGC 6504
- MCG 4-27-52
- ZWG 126.78
- NPM1G +23.0261
- PGC 35502